# Wilhelm af Modena
Wilhelm af Modena (også kaldet William, Wilhelm af Sabina, Guglielmo de Chartreaux, Guglielmo de Savoy eller Guillelmus, født ca. 1184, død 31. marts 1251) var en italiensk klerk og diplomat for paven. Han blev ofte udpeget til legat eller pavelig udsending af paverne Honorius 3. og Gregor 9. især i Livland i 1220'erne og i spørgsmål vedrørende Preussen i 1240'erne. Den 28. maj 1244 blev han udnævnt til kardinal-biskop af Sabina af pave Innocent 4.. 1219-1222 var han tillige vicekansler i Den Hellige Romerske Kirke.

## I Livland
Født i Piemonte og udnævnt til biskop af Modena i 1221 blev Wilhelm sendt som pavelig legat for at løse en række problemer, der opstod i forlængelse af korstogene til Livland i 1225. Fyrstbiskop Albert og den semiroyale militære Sværdbroderordenen, tyske korsfarere og russerne havde alle deres krav, der blev yderligere kompliceret af sprogproblemer. Wilhelm opnåede snart tillid blandt alle parter ved at arrangere diplomatiske kompromisser om grænser, overlappende kirkelige og territoriale jurisdiktioner, skatter, møntslagning og andre emner, men han var ikke i stand til at løse det væsentligste spørgsmål: hvem, der skulle have overherredømmet i Livland. Wilhelm forsøgte at fjerne Estland fra konflikten ved at lægge det direkte under pavens kontrol ved at udpege en egen vicelegat som guvernør og ved at udpege tyske riddere som vasaller. Men vicelegaten overdrog områderne til Sværdbroderordenen. Henrik af Livlands krønike oplyser, at Wilhelm i 1226 ved en anden fæstning kaldet Tarwanpe fik stiftet fred mellem tyskere, danskere og estere.

## Spørgsmålet om bispedømmer i Preussen 1243
Endnu mens Wilhelm forhandlede i Livland, ulmede konflikter, der skulle optage ham et par årtier senere. Efter korstogene måtte Wilhelm af Modena for at gøre Preussen kristent forhandle en aftale mellem forskellige krav og målsætninger mellem Christian af Oliva, den første biskop af Preussen, der kunne være blevet ophøjet til helgen som "Preussernes apostel", og den Tyske Ordens riddere, til hvem Christian og hertug Conrad af Masovia havde gjort territoriale indrømmelser.
Før 1227 havde alene Christians egen cistercienserorden bidraget til dannelsen af befæstede missionscentre, men med den Tyske Ordens ridderes ankomst fulgte dominikanerordenen, som blev favoriseret af ordenen og af pave Pave Gregor 9., hvorved de fik et stærkt fodfæste i Preussen, mens Christian og hans cisterciensere kom i baggrunden. Wilhelm af Modena, der var blevet pavelig legat for Preussen, underkendte Christians rettigheder, og denne blev taget til fange af de hedenske preussere og holdt fanget 1233-1239 mod en løsesum, mens der udnævntes en ny biskop for Preussen. I 1236 gav Gregor 9. op med hensyn til Christian og gav Wilhelm af Modena mulighed for at opdele Preussen i tre stifter (dioceses). Biskopperne for disse skulle efter den Tyske Ordens ønske vælges blandt medlemmer af dominikanerordenen, mens intet blev gjort for at komme biskop Christian til undsætning.
I vinteren 1239/1240 genvandt Christian sin frihed. Han måtte stille gidsler, som han senere måtte købe fri for ikke mindre end 800 mark, som han modtog fra Gregor. Straks efter han fik sin frihed, klagede Christian til paven over, at den Tyske Orden nægtede at døbe alle, der ønskede det, og undertrykte de nyligt konverterede. Mere konkrete anklagepunkter vedrørte bispedømmelige rettigheder, som de havde krævet, og formuer, som de nægtede at tilbagegive. Konfrontationen var ikke afklaret, da Gregor døde den 22. august 1241. Christian og den Tyske Orden aftalte nu, at to tredjedele af de erobrede områder i Preussen skulle tilhøre ordenen og indgå i dannelsen af en Tysk Ordensstat og en tredjedel skulle tilhøre biskoppen. Biskoppen skulle også have ret til at udøve de kirkelige funktioner i de områder, som hørte under ordenen.
Wilhelm af Modena opgav ikke sine planer om at opdele Preussen i stifter i stedet for at overdrage magten til en jordejende ridderorden. Han opnåede tilladelse af pave Innocent 4. til at gennemføre en opdeling, og den 29. juli 1243 blev bispedømmet Preussen delt i fire stifter (dioceses): Culm, Pomesanien, Ermland, og Samland.
- Culm bispedømme[1],
- Pomesanien bispedømme[1]
- Ermland bispedømme[2]
- Samland bispedømme[1]

Disse fire stifter fald under ærkebispen i Riga med Visby som moderby for Riga. Begge byer blev medlemmer af Hanseforbundet. Christian modtog for sit mangeårige virke som apostel det privilegium at kunne vælge, hvilket af de nye bispedømmer, han ville, men han afstod fra valget.

## Ambassadør hos Frederik 2. 1243
I mellemtiden havde Wilhelm været i Rom. Da Pave Celestin 4. døde efter blot 16 dages embedstid, var den ekskommunikerede tysk-romerske kejser af Frederik 2., i besiddelse af Pavestaten omkring Rom og prøvede at presse kardinalerne til at vælge hans kandidat som pave. Kardinalerne flygtede til Anagni og valgte Sinibaldo de' Fieschi, der tiltrådte som Pave Innocent 4. den 25. juni 1243 efter et interregnum på mere end halvandet år. Innocent 4. havde tidligere været en ven af Frederik 2. Straks efter valget sendte kejseren en lykønskning og løfter om fred, hvilket Innocent nægtede at modtage. To måneder senere sendte han udsendinge, hvorunder Peter de Colmieu, ærkebiskop af Rouen, Wilhelm af Modena, der havde opsagt sit episkopale embede, og abbed William af St. Facundus som legater til kejseren i Melfi med instruktioner om at bede ham om at frigive de prælater, som han havde tilfangetaget under deres rejse til et møde, som Gregor 9. havde haft planer om at holde i Rom samt at opfordre kejseren til at yde godtgørelse for de skader, som han havde forvoldt kirken, og som havde fået Gregor 9. til at ekskommunikere ham. Hvis kejseren ville benægte sine ugerninger over for kirken eller forsvare dem, skulle legaterne foreslå at lægge afgørelsen i hånden på et råd af konger, prælater og fyrster. Frederik indgik en aftale med Innocent den 31. marts 1244. Han lovede at underkaste sig kravene fra kurien i alle afgørende henseender, at genskabe kirkens stater, at frigive prælaterne, og at give amnesti til allierede af paven. Hans utroværdighed kom for dagen, da han i hemmelighed virkede for tumulter i Rom og nægtede at frigive de fængslede prælater.
Innocent besluttede sig til at flygte fra Sutri om natten den 27.-28. juni til Genua. I oktober rejste han videre til Burgund og i december til Lyon, hvor han forblev i eksil i de følgende 6 år.

## Rejser i Skandinavien 1247-1249
Wilhelm af Modena var i Norge, hvor han holdt et kirkemøde i Bergen i forbindelse med Håkon 4. Håkonssons kroning i 1247, og i november 1247 rejste han til Linköping; i december opholdt han sig i Skänninge, sandsynligvis hos dominikanerne, som den katolske kirke så stærkt yndede. Han synes i slutningen af december 1247 eller i januar måned 1248 at være rejst nordpå, da han i henhold til bevarede dokumenter besøgte Riseberga kloster i Närke.
I februar 1248 var han tilbage i Östergötland og Skänninge og opholdt sig i byen en måned til begyndelsen af marts. Kardinalen forlod Skänninge efter mødet og besøgte kong Erik Eriksson, som opholdt sig på Visingsö. Der skrev kardinalen et afladsbrev den 6. marts 1248 for Nydala kloster i Småland. I maj og juni måned opholdt han sig fortsat i Linköpings stift, da han i Visby – som tilhørte stiftet – stadfæstede gaver til nonnerne i Solberga kloster i Visby og gav det finske præsteskab tilladelse til at borttestamentere deres personlige ejendele.
Den 27. juli 1249 opholdt han sig i Lund, hvor han skrev et åbent brev, hvori han gav 40 dages aflad for dem, som med gaver understøttede brødrene i Spetelövs kloster i samme by.